# Campylopterus
Genre
Campylopterus est un genre de colibris (la famille des Trochilidae).

## Liste des espèces
D'après la classification de référence (version 13.2, 2023) du Congrès ornithologique international (ordre phylogénique) :
- Campylopterus largipennis – Campyloptère à ventre gris
- Campylopterus calcirupicola – Campyloptère calcicole
- Campylopterus diamantinensis – Campyloptère de Diamantina
- Campylopterus hyperythrus – Campyloptère rougeâtre
- Campylopterus ensipennis – Campyloptère à queue blanche
- Campylopterus falcatus – Campyloptère lazulite
- Campylopterus phainopeplus – Campyloptère des Santa Marta
- Campylopterus hemileucurus – Campyloptère violet
- Campylopterus duidae – Campyloptère montagnard
- Campylopterus villaviscensio – Campyloptère du Napo